# Фестивали у Србији
Фестивали у Србији представљају значајан део културног и друштвеног живота земље. Одликује их велика разноврсност, обухватајући музичке, филмске, позоришне, фолклорне, гастрономске, књижевне и друге манифестације које се одржавају током целе године у различитим градовима и регионима. Ови догађаји не само да обогаћују културну понуду и промовишу уметничко стваралаштво, већ имају и важан туристички и економски значај.

## Врсте фестивала и значајни примери
Фестивали у Србији могу се грубо поделити у неколико категорија, од којих свака има своје истакнуте представнике.

### Музички фестивали
Србија је домаћин бројних музичких фестивала који покривају различите жанрове:
- Егзит (Нови Сад): Један од најпознатијих музичких фестивала у Европи, одржава се почетком јула на Петроварадинској тврђави. Нуди разноврстан програм на више бина.[4]
- Сабор трубача у Гучи: Највећа смотра трубаштва на Балкану и један од најпознатијих фестивала изворне народне музике у свету.[5]
- Београдски џез фестивал: Са дугом традицијом, окупља значајна имена домаће и светске џез сцене.
- Нишвил (Ниш): Међународни џез фестивал на Нишкој тврђави.[5]
- Ваљевски џез фестивал (раније YU џез фестивал).
- Крагујевачки џез фестивал (International Jazz Fest Kragujevac).
- Џез и блуз фестивал (Косовска Митровица).
- Београдске музичке свечаности (БЕМУС): Фестивал класичне музике са дугом традицијом.
- Новосадске музичке свечаности (НОМУС): Фестивал уметничке музике у Новом Саду.
- Мокрањчеви дани (Неготин): Најстарији фестивал уметничке музике у Србији, посвећен Стевану Стојановићу Мокрањцу.
- Lovefest (Врњачка Бања): Фестивал електронске музике.[6]
- Арсенал фест (Крагујевац): Рок и алтернативни музички фестивал.[6]
- Гитаријада (Зајечар): Рок манифестација посвећена неафирмисаним бендовима.[7]

### Филмски фестивали
Србија има богату традицију филмских фестивала:
- ФЕСТ (Београд): Међународни филмски фестивал са дугом традицијом.[3][8]
- Фестивал европског филма Палић: Фокусиран на европску кинематографију.
- Фестивал ауторског филма (Београд): Промовише уметнички филм.
- Мартовски фестивал (Београдски фестивал документарног и краткометражног филма).
- Beldocs (Београд): Међународни фестивал документарног филма.
- Филмски сусрети (Ниш): Фестивал посвећен глумачким остварењима.
- СОФЕСТ (Сопот): Фестивал филмске режије.
- Фестивал филмског сценарија (Врњачка Бања, од 1977. године).
- Кустендорф (Мокра Гора): Међународни филмски и музички фестивал.
- Синема сити (Cinema City) (Нови Сад).

### Позоришни фестивали
Позоришни живот Србије обогаћен је бројним фестивалима:
- БИТЕФ (Београдски интернационални театарски фестивал): Посвећен новим позоришним тенденцијама.
- Стеријино позорје (Нови Сад): Фестивал домаће драме.
- Дани комедије (Јагодина).
- Јоакимфест и Јоакиминтерфест (Крагујевац): Фестивали посвећени домаћем и страном савременом позоришту, одржавају се у Књажевско-српском театру.
- Међународни фестивал позоришта за децу (Суботица).
- Фестивал малих позоришних форми (Зајечар).
- Дани Зорана Радмиловића (Зајечар).[7]
- Београдски летњи фестивал (БЕЛЕФ): Представља уметничка остварења из области позоришта, музике, визуелних уметности и других дисциплина.

### Фолклорне и традицијске манифестације
Ове манифестације негују народну културу, обичаје и традицију:
- Вуков сабор (Тршић): Најстарија и најмасовнија културна манифестација у Србији, посвећена Вуку Караџићу, одржава се од 1933. године.
- Хомољски мотиви (Кучево): Смотра изворног народног стваралаштва.
- Сабор фрулаша "Ој Мораво" (Прислоница).
- Црноречје у песми и игри (Бољевац): Смотра народног стваралаштва источне Србије.[7]

### Ликовне уметности и манифестације
- Октобарски салон (Београд): Репрезентативна манифестација остварења из области ликовних и примењених уметности.
- Ликовна колонија у Сићеву: Најстарија ликовна колонија у Србији, основана 1904. године.
- Симпозијум Тера (Кикинда): Међународни симпозијум скулптуре у теракоти.
- Мајданпек-Бор (вајарске колоније у техници бронза).
- У Србији делује преко 200 ликовних колонија.

### Гастрономски фестивали
Србија је позната по бројним фестивалима хране који славе локалне специјалитете:
- Роштиљијада (Лесковац)
- Купусијада (Мрчајевци)
- Сремска куленијада (Ердевик/Сремска Митровица)
- Дани банице (Бела Паланка)
- Пршутијада (Мачкат)
- Фестивал дуван чварака (Ваљево)

### Књижевне манифестације
- Београдски сајам књига: Највећа манифестација посвећена књизи у југоисточној Европи, са израженим фестивалским карактером.
- Међународни новосадски књижевни фестивал.[10]
- Фестивал Крокодил (Београд).

### Остали фестивали
Поред наведених, у Србији се одржава и низ других тематских фестивала, као што су Београдски фестивал пива (Belgrade Beer Fest), Улица отвореног срца (Београд), Ноћ музеја.

## Значај фестивала
Фестивали у Србији имају вишеструк значај:
- Културни: Доприносе очувању и промоцији културног наслеђа, подстичу савремено уметничко стваралаштво, омогућавају сусрет домаћих и страних уметника и подстичу културну размену.
- Туристички: Представљају важан део туристичке понуде Србије, привлачећи домаће и стране посетиоце.
- Друштвени: Окупљају људе, подстичу заједништво и пружају могућности за забаву, едукацију и ангажовање у културним активностима.
- Економски: Имају позитиван утицај на локалну економију кроз повећану потрошњу, запошљавање и развој пратећих услуга.